# العلاقات الأذربيجانية البنمية
العلاقات الأذربيجانية البنمية هي العلاقات الثنائية التي تجمع بين أذربيجان وبنما.

## مقارنة بين البلدين
هذه مقارنة عامة ومرجعية للدولتين:
| وجه المقارنة                                              | أذربيجان        | بنما                      |
| --------------------------------------------------------- | --------------- | ------------------------- |
| المساحة (كم2)                                             | 86.60 ألف       | 74.18 ألف                 |
| عدد السكان (نسمة)                                         | 10.00 مليون     | 4.10 مليون                |
| الكثافة السكانية (ن./كم²)                                 | 115.47          | 55.27                     |
| العاصمة                                                   | باكو            | بنما                      |
| اللغة الرسمية                                             | اللغة الأذرية   | اللغة الإسبانية           |
| العملة                                                    | مانات أذربيجاني | بالبوا بنمي، دولار أمريكي |
| الناتج المحلي الإجمالي (بليون دولار)                      | 40.75 مليار     | 61.84 مليار               |
| الناتج المحلي الإجمالي (تعادل القوة الشرائية) بليون دولار | 171.56 مليار    | 87.37 مليار               |
| الناتج المحلي الإجمالي الاسمي للفرد دولار أمريكي          | 5.50 ألف        | 13.27 ألف                 |
| الناتج المحلي الإجمالي للفرد دولار أمريكي                 | 17.52 ألف       | 20.89 ألف                 |
| مؤشر التنمية البشرية                                      | 0.751           | 0.780                     |
| رمز المكالمات الدولي                                      | +994            | +507                      |
| رمز الإنترنت                                              | .az             | .pa                       |
| المنطقة الزمنية                                           | ت ع م+04:00     | 00                        |

## منظمات دولية مشتركة
يشترك البلدان في عضوية مجموعة من المنظمات الدولية، منها:
| علم المنظمة | اسم المنظمة                               | تاريخ انضمام أذربيجان | تاريخ انضمام بنما |
| ----------- | ----------------------------------------- | --------------------- | ----------------- |
|             | يونسكو                                    | 3 يونيو 1992          | 10 يناير 1950     |
|             | مؤسسة التمويل الدولية                     | 11 أكتوبر 1995        | 20 يوليو 1956     |
|             | المركز الدولي لتسوية المنازعات الاستشارية | 18 أكتوبر 1992        | 8 مايو 1996       |
|             | منظمة حظر الأسلحة الكيميائية              | ?                     | ?                 |
|             | مؤسسة التنمية الدولية                     | 31 مارس 1995          | 1 سبتمبر 1961     |
|             | وكالة ضمان الاستثمار متعدد الأطراف        | 23 سبتمبر 1992        | 21 فبراير 1997    |
|             | الاتحاد البريدي العالمي                   | ?                     | ?                 |
|             | منظمة الشرطة الجنائية الدولية             | ?                     | ?                 |
|             | الأمم المتحدة                             | 2 مارس 1992           | 13 نوفمبر 1945    |
|             | الاتحاد الدولي للاتصالات                  | 10 أبريل 1992         | 14 يوليو 1914     |
|             | البنك الدولي للإنشاء والتعمير             | 18 سبتمبر 1992        | 14 مارس 1946      |

## وصلات خارجية
- موقع وزارة الخارجية الأذربيجانية
- موقع وزارة الخارجية البنمية